# Acmaeoderoides depressus
Acmaeoderoides depressus är en skalbaggsart som beskrevs av Nelson 1968. Acmaeoderoides depressus ingår i släktet Acmaeoderoides och familjen praktbaggar. Inga underarter finns listade i Catalogue of Life.